# Dixie Willis
Dixie Isabel Willis, później Ingram, Carbon i Booth (ur. 13 grudnia 1941 we Fremantle) – australijska lekkoatletka specjalizująca się w biegach średniodystansowych, mistrzyni igrzysk Imperium Brytyjskiego i Wspólnoty Brytyjskiej, była rekordzistka świata.

## Życiorys
Wystąpiła w biegu na 800 metrów na igrzyskach olimpijskich w 1960 w Rzymie. Awansowała do finału, w którym prowadziła od startu do ok. 70 metrów przed metą. Wówczas, wyprzedzana przez rywalki, straciła równowagę i została zepchnięta z bieżni. Powróciła na tor i zajęła ostatnie, dziewiąte miejsce. 3 marca 1962 w Perth Willis ustanowiła rekordy świata w biegach na 800 metrów (z czasem 2:01,2) i na 880 jardów (z czasem 2,02,0).
Zwyciężyła w biegu na 880 jardów (przed Marise Chamberlain z Nowej Zelandii i Joy Jordan z Anglii) na igrzyskach Imperium Brytyjskiego i Wspólnoty Brytyjskiej w 1962 w Perth.
Zakwalifikowała się na igrzyskach olimpijskich w 1964 w Tokio w biegu na 800 metrów, lecz nie mogła w nim wystąpić wskutek choroby (prawdopodobnie mononukleozy). Po igrzyskach zakończyła karierę.
Willis była mistrzynią Australii w biegach na 440 jardów i 880 jardów w 1959/1960, 1961/1962 i 1963/1963, a w 1962/1963 zwyciężyła w biegu na 880 jardów i zajęła 2. miejsce w biegu na 440 jardów.

## Rekordy życiowe
Rekordy życiowe Dixie Willis:
- bieg na 200 metrów – 23,7 (22 lutego 1964, Perth)
- bieg na 400 metrów – 53,1 (22 marca 1963, Brisbane)
- bieg na 800 metrów – 2:01,2 (3 marca 1962, Perth)